# Hypercompe trinitatis
Hypercompe trinitatis är en fjärilsart som beskrevs av Rothschild 1910. Hypercompe trinitatis ingår i släktet Hypercompe och familjen björnspinnare. Inga underarter finns listade i Catalogue of Life.